# Macrosphenus kempi
Bico-longo-de-kemp ou bico-longo-de-flancos-ruivos (Macrosphenus kempi) é uma espécie de ave da família Sylviidae.
Pode ser encontrada nos seguintes países: Camarões, Costa do Marfim, Gana, Guiné, Libéria, Nigéria e Serra Leoa.
Os seus habitats naturais são: florestas subtropicais ou tropicais húmidas de baixa altitude.